# Milacron

Ehemaliges Logo

Milacron ist ein US-amerikanischer Maschinenbauer, der Maschinen für die Kunststoffverarbeitung entwickelt und produziert. Schwerpunkte liegen auf Spritzguss, Extrusionstechnik und Metallpulverspritzguss. Milacron operierte bislang mit fünf separaten Unternehmen in diesem Bereich, Milacron Plastics Machinery, Mold Masters, DME, Milacron Aftermarket und Cimcool, welche 2015 unter dem Namen Milacron zusammengefasst wurden und nur noch als Markennamen existieren.

## Geschichte
1884 wurde die Cincinnati Milling Machine Company (kurz „the Mill“) als Maschinenhersteller in Cincinnati, Ohio gegründet. Zweck war die Herstellung und Verbreitung neuartiger Werkzeugmaschinen, vor allem Fräsmaschinen. Gründer des Unternehmens waren die deutschstämmigen Einwanderer Frederick V. Geier, Schwiegersohn von Adolphus Lotze sowie Fred Holz.
Ab den 1890er Jahren bis in die 1960er Jahre war die Cincinnati Milling Machine Company eine der größten Fräsenproduzenten. Es wurden auch andere Maschinentypen wie Hobelmaschinen und Schleifmaschinen hergestellt.
Nach dem Tod übernahm 1934 Frederick V. Geier die Unternehmensleitung. 1968 begann das Unternehmen Spritzgießmaschinen herzustellen, wo die Cincinnati Milling Machine Company bis 1977 Marktführer in den USA wurde. Außerdem stieg das Unternehmen 1979 in die Produktion von Epitaxie-Wafern ein.
1970 wurde das Unternehmen als Cincinnati Milacron Inc. umgegründet und nannte sich später Milacron Inc. Das Maschinenbaugeschäft wurde daraufhin an Unova verkauft, während einzelne Teile als Cincinnati Machine Company firmierten. Eine indische Tochterfirma, Cincinnati Milacron Ltd, heißt heute Ferromatik Milacron India Pvt Ltd.
Von 1976 bis 1990 war Jim Geier CEO von Milacron. In den 1980er und 1990er Jahren wurde das Unternehmen mit erhöhter Konkurrenz z. B. aus Japan konfrontiert. Daher kam es zu einer andauernden Restrukturierung, bei der unrentable Geschäftsbereiche, wie das Chemiegeschäft an die Thiokol, verkauft wurden.
Seit der 1970 erfolgten Umgründung aus der Cincinnati Milling Machine Company wuchs Milacron stetig und es kam zur Übernahme von
- Extruderbauer Anger AGM Linz und Anger APM Wien (Austria) im Jahr 1969.
Zusammen mit der existierenden Spritzgießmaschinenproduktion war es die Grundlage für "50 Jahre in Plastik".
- Ferromatik aus Malterdingen im Jahre 1993, von DME Detroit Mold Engineering 1996, von Uniloy 1998, sowie von Industrial Machine Sales, Inc. (IMSI) und dessen Schwestergesellschaft Precise Plastics Machinery (PPM) im Jahre 2014.
Milacron war zunächst ein börsennotiertes Unternehmen, das in NYSE Arca und im NASDAQ gelistet war, nach Absatzschwierigkeiten 2008 in den außerbörslichen Handel wechselte, ehe im März 2009 die Zahlungsunfähigkeit bekannt und die Aktie vom Handel ausgeschlossen wurde. Daraufhin wurde Insolvenz nach Chapter 11 beantragt. Im April 2015 stellte das Unternehmen aufgrund positiver wirtschaftlicher Entwicklung bei der U.S. Securities and Exchange Commission einen Antrag auf Börsengang (IPO). Im November 2019 wurde Milacron von Hillenbrand Inc. übernommen.

## Marken
Folgende Marken besitzt Milacron: Ferromatik, Uniloy, Mold-Masters, DME, Cimcool, Tirad. Ehemalige Marken sind Cincinnati Milacron, Kortec, Servtek und Wear Technology.